# Ana Sršen
Ana Sršen (Dubrovnik, 24. prosinca 1973.) hrvatska je plivačica koja se natjecala u disciplinama 100 m slobodno, 400 m slobodno i 100 m prsno. Natjecala se u kategorijama osoba s invaliditetom te na Paraolimpijskim igrama.

## Početak karijere
Kad je imala 12 godina Ani Sršen je zbog sarkoma amputirana noga. Počela je trenirati plivanje a s ozbiljnijim natjecanjima je započela 1995. godine. Ana Sršen je 2000. pokrenula obuku neplivača i plivačku školu za djecu s posebnim potrebama kroz Plivački klub Natator iz Zagreba.

## Medalje i sportski uspjesi
Prva je vrhunska sportašica s invaliditetom u Hrvatskoj. Višestruka je državna prvakinja u kategoriji S 9. Ana Sršen osvajačica je brojnih medalja s raznih međunarodnih plivačkih natjecanja. Najveće je uspjehe postizala na svjetskim i europskim plivačkim prvenstvima.
Na svjetskom plivačkom prvenstvu 1996. godine Ana je u disciplini 100 m prsno osvojila srebrnu medalju, a na svjetskom prvenstvu 2002. koje se održavalo u argentinskoj Mar del Plati u disciplini duge staze (5 km) osvojila je brončanu medalju.
Na europskom plivačkom prvenstvu 1997. godine Ana Sršen je u disciplini 100 m prsno osvojila srebrnu medalju, a u disciplini 100 m slobodno brončanu.
Na europskom plivačkom prvenstvu 2001. u njemačkom Braunschveigu u disciplini 100 m slobodno Ana osvaja još jednu srebrnu, a u disciplini 100 m prsno i brončanu medalju.
Na XIV Mediteranskim igrama u Tunisu 2001., Ana je u disciplini 100 m slobodno osvojila srebrnu medalju, a na XV Mediteranskim igrama u španjolskoj Almeriji u istoj disciplini je osvojila brončanu medalju. Veliki je to uspjeh s obzirom na to da se natjecala u mješovitoj kategoriji s plivačicama koje su imale manji stupanj invaliditeta.
Ana Sršen je bila sudionica na četiri Paraolimpijade i to u Atlanti 1996., Sydneyu 2000., Ateni 2004. i Pekingu 2008. U Atlanti je osvojila 4. mjesto u disciplini 100 m prsno, a u Ateni je bila također četvrta u disciplini 400 m slobodno.
Od 1998. do 2005. Ana Sršen je na raznim natjecanjima šest puta rušila svjetske i tri puta europske rekorde.

## Nagrade i priznanja
Ana Sršen je 1997. dobila državnu nagradu za šport "Franjo Bučar".
2008. godine je dobila priznanje Zagrebačkog športskog saveza osoba s invaliditetom.

## Vanjske poveznice
- Pokretljivost bez ograničenja - Razgovor s Anom Sršen
- Ana Sršen sportašica 2001. godine[neaktivna poveznica]
- Adventure sport - Ana Sršen: Sport ne smije biti ekskluziva pojedinaca!  Arhivirana inačica izvorne stranice od 25. lipnja 2008. (Wayback Machine)
- Plivački klub Natator